# (6375) Fredharris
(6375) Fredharris est un astéroïde de la ceinture principale.

## Description
(6375) Fredharris est un astéroïde de la ceinture principale. Il fut découvert le 1er octobre 1986 à Caussols par le CERGA. Il présente une orbite caractérisée par un demi-grand axe de 3,17 UA, une excentricité de 0,17 et une inclinaison de 1,6° par rapport à l'écliptique.

## Compléments